# Disturbo antisociale di personalità
Il disturbo antisociale di personalità è un disturbo di personalità caratterizzato da una costante avversione per leggi e regole, e da una conseguente propensione a violarle frequentemente e senza il minimo ripensamento. Esso comporta inoltre una forte impulsività, una tendenza all'ira alla minima provocazione e una capacità piuttosto limitata di provare o dimostrare empatia e di stringere legami affettivi, benché tale capacità a differenza della psicopatia non sia totalmente assente.
Si manifesta principalmente durante l'adolescenza, a seguito di traumi gravi. Viene collocato dal Manuale diagnostico e statistico dei disturbi mentali (DSM-IV-TR) all'interno dei disturbi di personalità del gruppo B, che comprende oltre al disturbo antisociale di personalità anche il disturbo borderline di personalità, il disturbo istrionico di personalità e il disturbo narcisistico di personalità.
Colloquialmente si usa il termine sociopatico per definire chi non si adatta ai costumi e ai comportamenti della propria comunità con significato affine ad "asociale"; alcuni atteggiamenti, qualora caratterizzati in modo patologico, possono rientrare tra quei disturbi dissociali raggruppati nell'ICD-10.

## Criteri diagnostici secondo il DSM-IV-TR
1. Il soggetto mostra inosservanza e violazione dei diritti degli altri fin dall'età di 15 anni, che si manifesta con almeno 3 dei seguenti elementi:
  - incapacità di conformarsi alle norme sociali per quanto riguarda il comportamento legale, con ripetersi di condotte suscettibili di arresto;
  - disonestà: il soggetto mente, usa falsi nomi, truffa gli altri;
  - impulsività o incapacità di pianificare;
  - irritabilità e aggressività;
  - inosservanza della sicurezza propria e degli altri;
  - irresponsabilità: incapacità di far fronte a obblighi finanziari o di sostenere un'attività lavorativa con continuità;
  - limitazione della capacità di provare dei rimorsi;
2. l'individuo ha almeno 18 anni;
3. presenza di un disturbo della condotta con esordio precedente ai 15 anni;
4. il comportamento antisociale non si manifesta esclusivamente durante un episodio maniacale o nel decorso della schizofrenia.

Diagnosi differenziale con: disturbo narcisistico di personalità, disturbo borderline di personalità e disturbo schizoide di personalità; in essi manca la componente di mancanza di rimorso. Talvolta nel disturbo bipolare in fase di mania possono comparire tratti antisociali, e il paziente perde completamente o parzialmente il senso morale orientato solo dal proprio edonismo.

## Epidemiologia
Il disturbo si manifesta prevalentemente nei maschi, con rapporto 3:1 rispetto alle femmine. La prevalenza è pari al 3% negli uomini e all'1% nelle donne nella popolazione generale, e aumenta al 3-30% in ambiente clinico. In alcuni casi, specie se unito al disturbo narcisistico di personalità o al disturbo borderline di personalità, può condurre a tenere comportamenti criminali. I sentimenti che gli antisociali provano più spesso sono: frustrazione, umiliazione, ira, noia e in alcuni casi anche umore depresso. Questi soggetti sono persone impulsive e incapaci di pianificare: possono anche abbandonare il lavoro senza motivo e farsi mantenere da qualcuno o andare a vivere per strada. Non riuscendo a tollerare la frustrazione, possono anche arrivare all'uso della violenza, alzando le mani, uccidendo, ma anche suicidandosi.

### Tipologia
Generalmente coloro che sono affetti dal disturbo antisociale vengono distinti in quattro categorie:
- Sociopatici comuni: sono incapaci di provare vergogna e hanno una morale distorta. Molto spesso a questo tipo di sociopatia viene associata anche la cleptomania. Sono persone che si spostano spesso e che hanno rapporti sessuali (spesso non protetti) molto frequenti.
- Sociopatici alienati: sono caratterizzati dalla bassa capacità di amare ed empatizzare. Solitamente nutrono misantropia e odio verso la società. Sono individui che non amano socializzare e preferiscono affezionarsi a oggetti (o più raramente ad animali) che a persone. Essi vengono a loro volta distinti in altri tre sottotipi:

1. i sociopatici ostili, irritabili, dispotici e sempre in conflitto con la legge;
2. i sociopatici truffati, i quali tendono a commettere crimini poiché credono che il loro atteggiamento sia giustificato da ciò che hanno subito da parte della società;
3. i sociopatici disempatici, coloro che sanno provare empatia e affetto solo per un ristretto gruppo di persone (i rapporti sono comunque tesi e manipolativi).

- Sociopatici aggressivi: sono caratterizzati da una vena sadica che mostrano al lavoro e durante i rapporti sessuali. Solitamente cercano posizioni di potere (come poliziotti ma anche insegnanti o genitori) e possono trovare divertente torturare gli animali.
- Sociopatici dissociali: sono caratterizzati dall'adattarsi alle regole di un gruppo purché esse implichino la violazione della legge.

## Eziologia
Studi sull'adozione hanno dimostrato che figli di genitori adottivi con disturbo antisociale hanno un alto rischio di sviluppare tale patologia. Il disturbo di condotta (prima dei dieci anni di vita) e il disturbo da deficit di attenzione e iperattività (ADHD) aumentano il rischio che l'individuo sviluppi il disturbo antisociale. Studi che includono l'influsso ambientale hanno rilevato che gli individui con tale patologia provengono da famiglie con genitori abusanti o violenti.

## Terapia
Se sottoposto a psicoterapia e terapia psichiatrica con uso di antipsicotici (tuttavia meno efficaci che per altri disturbi di personalità), il sociopatico, sempre che segua il terapeuta e sia disponibile al cambiamento e a controllare i suoi istinti, può essere in molti casi reintegrato alla vita normale, pur permanendo il suo carattere antisociale di fondo. A causa della forte egosintonicità (il paziente avverte i suoi comportamenti come normale parte di sé e non pensa siano da cambiare), è uno dei disturbi più difficili da curare e spesso il paziente è costretto dalla famiglia o dalla società a sottoporsi a cure, dopo aver compiuto a volte reati o azioni disdicevoli.

## Personalità possibilmente affette da ASPD
- Caligola,[2] imperatore romano
- Commodo,[3] imperatore romano

## Personalità riconosciute affette da ASPD
- Lee Harvey Oswald,[4] operaio e militare statunitense, unico accusato per l'omicidio Kennedy
- Ted Bundy, serial killer statunitense
- John Wayne Gacy, serial killer statunitense
- M. E. Thomas, pseudonimo di un'anonima scrittrice statunitense, autrice dell'autobiografia Confessioni di una sociopatica. Viaggio nella mente di una manipolatrice
- Roberto Succo,[5][6] serial killer italiano
- Luka Magnotta,[7] assassino e attore pornografico canadese